# Ernestine Bradley
Ernestine S. Bradley, geborene Misslbeck, geschiedene Schlant (* 1935 in Passau) ist eine deutsch-US-amerikanische Hochschullehrerin für Deutsche und Vergleichende Literaturwissenschaft und Buchautorin.

## Leben
Ernestine Bradleys Mutter Erna war bei der Geburt ihrer Tochter 18 Jahre alt und ledig. Der Vater war der Luftwaffenoffizier Sepp Misslbeck (1912–1974). Erna Misslbeck hatte dem Vater des Kindes nichts von ihrer Schwangerschaft verraten. Sie fürchtete, dass es seinen Wunsch, die Welt zu bereisen, zunichtemachen würde. Stattdessen heiratete sie Max Baumeister, den Besitzer eines Friseursalons in Passau, in dem sie arbeitete. Ernestine Bradley kannte diesen Mann als ihren Vater, bis er in den Krieg zog. Während seiner Abwesenheit begegnete ihre Mutter Misslbeck wieder bei einer Gedenkfeier und eröffnete ihm, dass Ernestine seine Tochter sei. Da sie immer noch in Misslbeck verliebt war, ließ sie sich von ihrem Mann scheiden und die beiden kamen wieder zusammen. Ernestine Bradley sah ihren Stiefvater nie wieder, während dieser den Krieg überlebte und wieder heiratete. Nach den Schilderungen von Ernestine Bradley sprach sich ihre Mutter während einer Wochenschau im Kino, welche die deutschen Niederlagen im Frühjahr 1944 zeigte, gegen die Nationalsozialisten aus. Sie sei fast abgeführt, aber verschont worden, da sie schwanger war. Erna Misslbeck bekam noch zwei Kinder.
Die fließend Englisch, Spanisch und Französisch sprechende Ernestine Bradley wanderte 1957 in die Vereinigten Staaten aus. Dort arbeitete sie zunächst als Stewardess bei Pan Am. Ihre erste Ehe mit dem Arzt Robert Schlant aus Atlanta, aus der ihre Tochter Stephanie (* 1959) stammt, scheiterte. Sie kündigte bei Pan Am und begann ein Studium der Germanistik, Literatur und Sprachen. An der Emory University in Atlanta wurde sie promoviert.
1963 erhielt die die US-amerikanische Staatsbürgerschaft.
Nach Abschluss ihres Studiums arbeitete sie in New York City als Redakteurin bei einer Filmfirma. Im Rahmen dieser Tätigkeit interviewte sie 1970 den – ihr unbekannten und acht Jahre jüngeren – Basketballstar Bill Bradley. Die beiden verliebten sich ineinander und heiraten 1974. Zwei Jahre später kam die gemeinsame Tochter Theresa Anne auf die Welt. Bradley unterrichtete danach an der Montclair State University und schrieb mehrere Bücher. Ihr Mann wechselte nach seiner Basketballkarriere in die Politik und zog 1978 für die Demokraten als Senator seines Bundesstaates New Jersey in den US-Kongress. Als Bill Bradley für die US-Präsidentschaft im Jahr 2000 kandidierte, rückte seine deutschstämmige Frau als „potenzielle First Lady“ in den Fokus der Medien. Bill Bradley verlor die Vorwahlen jedoch gegen den Vizepräsidenten Al Gore.
Für ihre universitäre Karriere nutzt Ernestine Bradley den Nachnamen ihres ersten Mannes, bei der Unterstützung der politischen Karriere ihres zweiten Mannes, dessen Nachnamen.
1992 erkrankte Ernestine Bradley an Brustkrebs, von dem sie geheilt wurde. 2007 wurde ihre Ehe mit Bill Bradley geschieden.

## Publikationen (Auswahl)
- Die Sprache des Schweigens. C. H. Beck, München 2001, ISBN 3-406-47188-9 (eingeschränkte Vorschau in der Google-Buchsuche).
- The Language of Silence. Routledge, 2004, ISBN 1-135-96182-4 (eingeschränkte Vorschau in der Google-Buchsuche).
- mit J. Thomas Rimer (Hrsg.): Legacies and Ambiguities. Woodrow Wilson Center Press, 1991, ISBN 0-943875-32-3 (eingeschränkte Vorschau in der Google-Buchsuche).
- Hermann Broch. Twayne Publishers, 1978, ISBN 0-8057-6326-0 (eingeschränkte Vorschau in der Google-Buchsuche).
- als Ernestine Bradley: The Way Home:  A German Childhood, an American Life. Knopf Doubleday Publishing Group, 2007, ISBN 0-307-42959-8 (eingeschränkte Vorschau in der Google-Buchsuche) (Autobiografie).